# Guangfu
Guangfu is een stad in het arrondissement Jiaoling in de prefectuur Meizhou in de provincie Guangdong in China. 
De gevangenis van Jiaoling is gevestigd in Guangfu.